# جردن فاولر
جردن فاولر (انگلیسی: Jordan Fowler؛ زادهٔ ۱ اکتبر ۱۹۸۴) فوتبالیست اهل بریتانیا است.
از باشگاه‌هایی که در آن بازی کرده‌است می‌توان به باشگاه فوتبال آرسنال، باشگاه فوتبال چسترفیلد، باشگاه فوتبال وینگیت و فینشلی، باشگاه فوتبال داگنم و ردبریج، باشگاه فوتبال هاوانت و واترلوویل، باشگاه فوتبال بیشاپس استورتفورد، باشگاه فوتبال هارلو تاون، باشگاه فوتبال همل همپستید تاون، و باشگاه فوتبال هارلو تاون اشاره کرد.